# Khosrov II d'Armènia
Khosrov II (en armeni Խոսրով Բ) en llatí Còsroes II va ser rei d'Armènia des de l'any 252 fins que va morir l'any 258. Formava part de la dinastia Arsàcida.
Khosrov II era el fill gran del rei Tiridates II d'Armènia i va succeir al seu pare. Portava el nom del seu avi patern Khosrov I i dels monarques parts Osroes I i Osroes II, que també s'anomenaven Khosroes. A les fonts armènies, aquest Khosrov II es confon sovint amb el seu avi. No es coneix la seva vida abans de ser rei.
Des de l'any 226 fins al 238, Tiridates va estar en conflicte amb Artaxerxes I el fundador i primer rei de l'Imperi Persa Sassànida, que volia estendre el domini dels perses sobre Armènia. Tiridates va resistir els atacs sassànides, però al cap de 12 anys de lluita va ser derrotat. Artaxerxes II va entrar a Armènia però es va retirar immediatament. Khosrov II va participar activament en les campanyes del seu pare, i els sassànides estaven espantats per la facilitat amb què obtenia les victòries. Quan Tiridates va morir l'any 252, Khosrov el va succeir, i va portar la capital a Vagharxapat. Va tenir dos fill: una filla, de nom Khosrovidukht i un fill, Tiridates.
L'any 258 Khosrov va morir assassinat a mans d'un noble part anomenat Anak, que també estava relacionat amb la dinastia Arsàcida. Sembla que Artaxerxes I i el seu fill Sapor I van ser els instigadors del crim, i haurien promès a Anak el tron d'Armènia. Anak s'havia guanyat la confiança de Khosrov després de freqüentar el palau, i va aprofitar per matar el rei i la seva dona a traïció. Els nobles armenis indignats, van matar Anak i a tota la seva família a excepció del fill petit Gregori, a qui els seus cuidadors, al veure la situació, van emportar-se a Capadòcia, i que més tard va ser el primer patriarca d'Armènia, quan aquell territori es va convertir al cristianisme l'any 301.
Artaxerxes va ocupar Armènia, que va passar a formar part de l'Imperi Sassànida. Les forces lleials a Khosrov havien aconseguit que el seu fill Tiridates fos portat a Roma, on es va educar, mentre que la seva germana Khosrovidukht es va fer gran a Cesarea Mazaca, a Capadòcia.